# Campeonato Juvenil Africano de 2011
El Campeonato Juvenil Africano de 2011 fue un torneo de fútbol para jugadores menores de 20 años, que se tuvo previsto en segunda cuenta jugarlo en Libia luego de que la CAF determinara que el torneo se suspendía indefinidamente, debido a las protestas en Libia. Aunque se dio el aval de Nigeria para realizar el torneo, cabe citar que dicho país se había clasificado al torneo en la fase clasificatoria previa y antes de su elección. Fue entonces que para equilibrar el número de participantes del torneo, se eligió a un país que jugara como sede arbitraria para realizar así una equitativa elección de la sede sustituta de Libia, y que además gozara de no solo albergar el torneo, sino que también se le concediera a dicho país el cupo asignado a Libia para disputar la clasificación al mundial, por lo que finalmente se llegó al acuerdo de que Sudáfrica realizara el torneo, y de paso, reemplazara a Libia no solo como organizador, sino también como participante.
El torneo organizado por la Confederación Africana de Fútbol, fue clasificatorio para la Copa Mundial de Fútbol Sub-20 de 2011 a realizarse en Colombia, entregando cuatro cupos para el Mundial.

## Clasificación
En total 40 equipos hicieron parte de la fase clasificatoria, que se disputó entre el 30 de abril y el 24 de octubre de 2010 en tres fases clasificatorias. Al término de ellas, ocho equipos clasificaron al torneo final que se llevó a cabo en Sudáfrica.

## Resultados

### Primera fase

#### Grupo A
| Equipo    | Pts | PJ | PG | PE | PP | GF | GC | Dif |
| --------- | --- | -- | -- | -- | -- | -- | -- | --- |
| Malí      | 7   | 3  | 2  | 1  | 0  | 6  | 3  | 3   |
| Egipto    | 6   | 3  | 2  | 0  | 1  | 3  | 1  | 2   |
| Sudáfrica | 3   | 3  | 1  | 0  | 2  | 4  | 6  | -2  |
| Lesoto    | 1   | 3  | 0  | 1  | 2  | 2  | 5  | -3  |

| 17 de abril de 2011 | Sudáfrica             | 2:4 (1:3) | Malí                                                                | Dobsonville, Johannesburgo            |                                       |
|                     | Nguzana Lucky 20' 77' |           | Doumbia Cheick 11' · Coulibaly Kalifa 22' 38' · Diallo Ibrahima 67' | Árbitro(s): Mohamed Benouza (Argelia) | Árbitro(s): Mohamed Benouza (Argelia) |

| 17 de abril de 2011 | Egipto                               | 2:0 (0:0) | Lesoto | Dobsonville, Johannesburgo      |                                 |
|                     | Ahmed Hegazi 46' · Mohamed Ghaly 63' |           |        | Árbitro(s): Adam Cordier (Chad) | Árbitro(s): Adam Cordier (Chad) |

| 20 de abril de 2011 | Malí             | 1:0 (0:0) | Egipto | Dobsonville, Johannesburgo      |                                 |
|                     | Amara Konaté 65' |           |        | Árbitro(s): Malick Salif (Ghana | Árbitro(s): Malick Salif (Ghana |

| 20 de abril de 2011 | Lesoto             | 1:2 (0:2) | Sudáfrica                              | Dobsonville, Johannesburgo                 |                                            |
|                     | Litsepe Marabe 66' |           | Letsie Koapeng 22' · Lucky Nguzana 32' | Árbitro(s): Hama Nampianbraza (Madagascar) | Árbitro(s): Hama Nampianbraza (Madagascar) |

| 23 de abril de 2011 | Sudáfrica | 0:1 (0:1) | Egipto            | Dobsonville, Johannesburgo            |                                       |
|                     |           |           | Mohamed Hamdy 45' | Árbitro(s): Mohamed Benouza (Argelia) | Árbitro(s): Mohamed Benouza (Argelia) |

| 23 de abril de 2011 | Malí             | 1:1 (1:0) | Lesoto                  | Milpark, Johannesburgo              |                                     |
|                     | Drissa Ballo 17' |           | Christopher Mosiuda 82' | Árbitro(s): Badara Diatta (Senegal) | Árbitro(s): Badara Diatta (Senegal) |

#### Grupo B
| Equipo  | Pts | PJ | PG | PE | PP | GF | GC | Dif |
| ------- | --- | -- | -- | -- | -- | -- | -- | --- |
| Camerún | 7   | 3  | 2  | 0  | 1  | 3  | 1  | 2   |
| Nigeria | 6   | 3  | 2  | 0  | 1  | 4  | 2  | 2   |
| Ghana   | 2   | 3  | 0  | 2  | 1  | 3  | 4  | -1  |
| Gambia  | 1   | 3  | 0  | 1  | 2  | 1  | 4  | -2  |

| 18 de abril de 2011 | Ghana      | 1:2 (1:1) | Nigeria                       | Dobsonville, Johannesburgo          |                                     |
|                     | Boakye 31' |           | Nwofor Uche Innocent 17', 81' | Árbitro(s): Badara Diatta (Senegal) | Árbitro(s): Badara Diatta (Senegal) |

| 18 de abril de 2011 | Camerún         | 1:0 (1:0) | Gambia | Dobsonville, Johannesburgo          |                                     |
|                     | Sally Edgar 45' |           |        | Árbitro(s): Mario Bangoura (Guinea) | Árbitro(s): Mario Bangoura (Guinea) |

| 21 de abril de 2011 | Nigeria | 0:1 (0:1) | Camerún              | Dobsonville, Johannesburgo            |                                       |
|                     |         |           | Ohandza Franck 45+1' | Árbitro(s): Mohamed Benouza (Argelia) | Árbitro(s): Mohamed Benouza (Argelia) |

| 21 de abril de 2011 | Gambia     | 1:1 (1:0) | Ghana      | Dobsonville, Johannesburgo              |                                         |
|                     | Jammeh 22' |           | Boakye 88' | Árbitro(s): Daniel Volgraaf (Sudáfrica) | Árbitro(s): Daniel Volgraaf (Sudáfrica) |

| 24 de abril de 2011 | Ghana           | 1:1 (1:0) | Camerún             | Dobsonville, Johannesburgo                 |                                            |
|                     | Kwame Chana 20' |           | Emmanuel Mbongo 90' | Árbitro(s): Hama Nampiandraza (Madagascar) | Árbitro(s): Hama Nampiandraza (Madagascar) |

| 24 de abril de 2011 | Nigeria                                      | 2:0 (0:0) | Gambia | Milpark, Johannesburgo          |                                 |
|                     | Olarenwaju Kayode 65' · Azeez Olamilekan 77' |           |        | Árbitro(s): Adam Cordier (Chad) | Árbitro(s): Adam Cordier (Chad) |

### Segunda fase
|  | Semifinales | Semifinales |   |           | Final        | Final |  |
|  |             |             |   |           |              |       |  |
|  |             |             |   |           |              |       |  |
|  | 28 de abril |             |   |           |              |       |  |
|  | Malí        | 0           |   |           |              |       |  |
|  | Nigeria     | 2           |   |           |              |       |  |
|  |             |             |   |           |              |       |  |
|  |             |             |   |           | 1 de mayo    |       |  |
|  |             |             |   |           | Nigeria      | 3     |  |
|  |             | Camerún     | 2 |           |              |       |  |
|  |             |             |   |           |              |       |  |
|  |             |             |   |           |              |       |  |
|  |             |             |   |           | Tercer lugar |       |  |
|  | 28 de abril | 28 de abril |   | 1 de mayo | 1 de mayo    |       |  |
|  | Camerún     | 0(4)        |   | Malí      | 0            |       |  |
|  | Egipto      | 0(2)        |   |           | Egipto       | 1     |  |

### Semifinales
| 28 de abril de 2011 | Malí | 0:2 (0:1) | Nigeria                             | Dobsonville, Johannesburgo          |                                     |
|                     |      |           | Innocent 22' · Stanley 90+2' (pen.) | Árbitro(s): Mario Bangoura (Guinea) | Árbitro(s): Mario Bangoura (Guinea) |

| 28 de abril de 2011 | Egipto | 0:0 | Camerún | Dobsonville, Johannesburgo          |  |
|                     |        |     |         | Árbitro(s): Malonga Bouende (Congo) |  |

| Definición por penales |  |     |  |                |
| Hegazy                 |  | 0:1 |  | Songo'o        |
| Hamdy                  |  | 0:2 |  | Nyatchou Ndema |
| Mohamed Ibrahim        |  | 1:2 |  | Mvom-Mbeyo'o   |
| Ashraf                 |  | 2:3 |  | Yaya           |
|                        |  |     |  |                |

### Tercer lugar
| 1 de mayo de 2011 | Malí | 0:1 (0:0) | Egipto                 | Dobsonville, Johannesburgo                |                                           |
|                   |      |           | Mohamed Hamdy Zaky 48' | Árbitro(s): Hama Nampianbraz (Madagascar) | Árbitro(s): Hama Nampianbraz (Madagascar) |

### Final
| 1 de mayo de 2011 | Nigeria                                                  | 3:2 (0:0) | Camerún                                    | Dobsonville, Johannesburgo          |                                     |
|                   | Kayode Ayobami 75' · Uche Innocent 80' · Envoh Terry 92' |           | Ohandza Zoa Franck 82' · Edgar Nicaise 85' | Árbitro(s): Badara Diatta (Senegal) | Árbitro(s): Badara Diatta (Senegal) |

## Clasificados alMundial Sub-20
| Malí | Camerún | Egipto | Nigeria |
| ---- | ------- | ------ | ------- |

## Campeón
| Nigeria |
| ------- |

## Goleadores
| Jugador           | Selección | Goles |
| ----------------- | --------- | ----- |
| Uche Nwofor       | Nigeria   | 4     |
| Lucky Nguzana     | Sudáfrica | 3     |
| Frank Ohandza     | Camerún   | 2     |
| Edgar Salli       | Camerún   | 2     |
| Mohamed Hamdy     | Egipto    | 2     |
| Richmond Boakye   | Ghana     | 2     |
| Kalifa Coulibaly  | Malí      | 2     |
| Olarenwaju Kayode | Nigeria   | 2     |